# 拉古纳德孔特雷拉斯
拉古纳德孔特雷拉斯，是西班牙卡斯蒂利亚-莱昂塞戈维亚省的一个市镇。 总面积19平方公里，总人口155人（2001年），人口密度8人/平方公里。